# Ceres, Piemonte
Ceres là một đô thị ở tỉnh Torino trong vùng Piedmont, có vị trí cách khoảng 35 km về phía tây bắc của Torino. Tại thời điểm ngày 31 tháng 12 năm 2004, đô thị này có dân số 1.068 người và diện tích là 27,8 km².
Ceres giáp các đô thị: Groscavallo, Chialamberto, Cantoira, Monastero di Lanzo, Ala di Stura, Mezzenile, và Pessinetto.